# Elezione del Presidente della Camera del 1953
L'elezione del presidente della Camera del 1953 per la II legislatura della Repubblica Italiana si è svolta il 25 giugno 1953.
Il presidente della Camera uscente è Giovanni Gronchi, presidente provvisorio è Gaetano Martino.
Presidente della Camera dei deputati, eletto al I scrutinio, è Giovanni Gronchi.

## L'elezione
Preferenze per Giovanni Gronchi
| Scrutinio | Voti | Percentuale |
| --------- | ---- | ----------- |
| I         | 273  | 54,1%       |

## 25 giugno 1953

### I scrutinio
Per la nomina è richiesta la maggioranza assoluta dei votanti.
| Dati votazione | Dati votazione |  | Nome                 | Nome | Voti |
| -------------- | -------------- |  | -------------------- | ---- | ---- |
| Presenti       | 504            |  | Giovanni Gronchi     | 273  |      |
| Votanti        | 504            |  | Ferdinando Targetti  | 177  |      |
| Astenuti       | 0              |  | Alfredo Covelli      | 29   |      |
| Maggioranza    | 253            |  | Oscar Luigi Scalfaro | 1    |      |
|                |                |  | Schede bianche       | 23   |      |
| Schede nulle   | 1              |  |                      |      |      |

Risulta eletto: Giovanni Gronchi (DC)